# Polucijev
Polucijev ili U-rampa (engl. half-pipe) sportski je objekt u obliku polukružno zavijene podloge na kojemu se održavaju natjecanja u daskanju na snijegu, skateboardingu, skijanju, BMX biciklizmu, rolanju i koturanju. Za sportske potrebe počela se primijenjivati u skateboardingu polovicom sedamdesetih godina 20. st. u Sjedinjenim Državama.
Poprečno gledano, polucijev naliči na presjek riječnoga korita ili bazena. S rubova se podloga polukružno spušta prema ravnom dnu. Ovisno o športu i disciplini, u uporabi su različite visine bočnih vrhova, koji mogu imati i produžetke. Time se postižu različite amplitude (razlike u visini) podnožja i rubova. Složeniji elementi (trikovi) zahtijevaju veće amplitude.